# Simone Martini

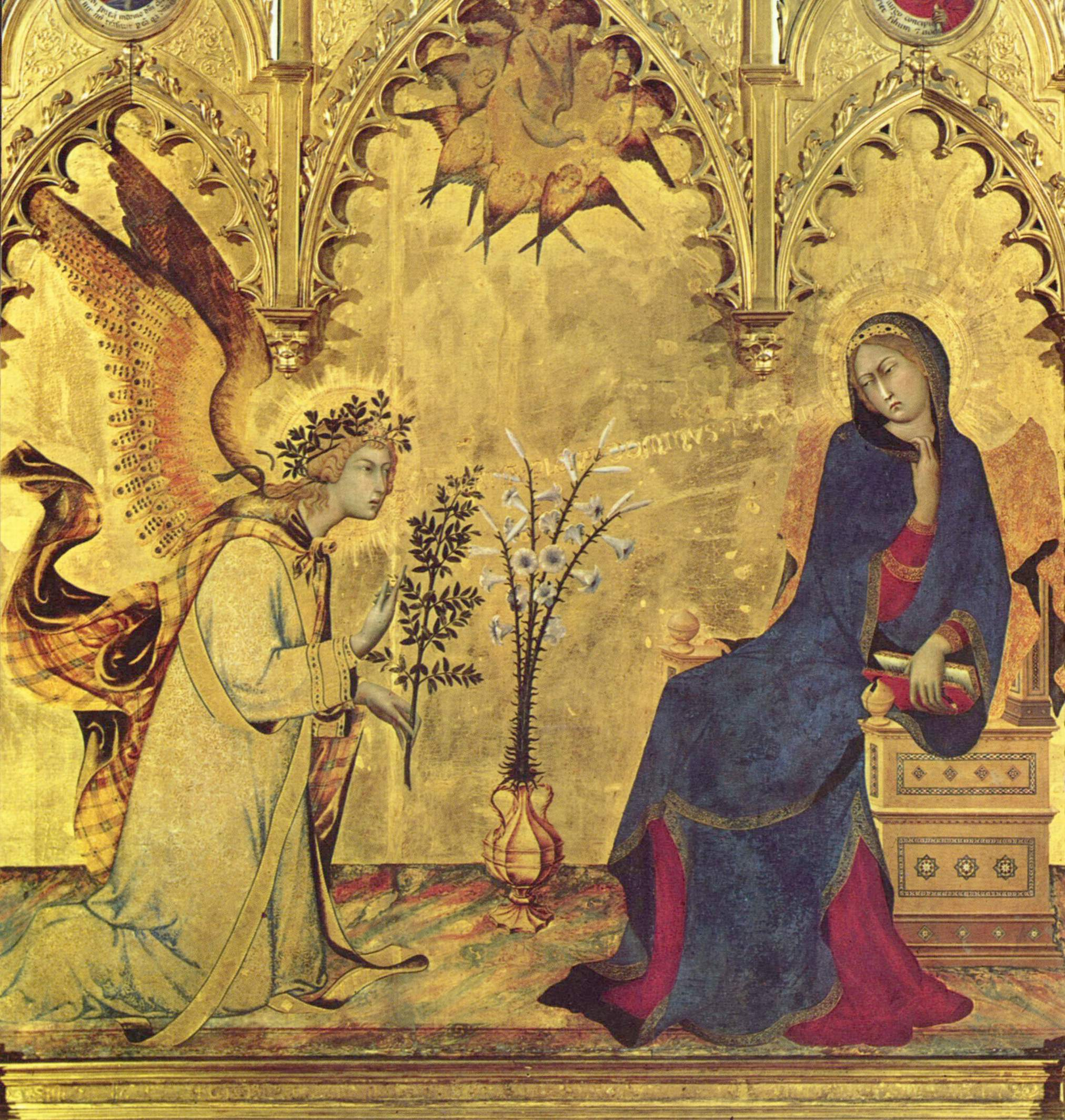
Detail uit de Annunciatie, tempera op hout, 1333. Uffizi, Florence

Simone Martini (Siena, 1284 – Avignon, 1344) was een Italiaans kunstschilder.

## Biografie
Over Simone Martini’s leven is niet veel bekend en vanwege zijn verschil in stijl is het bijna onmogelijk om zijn werken op de juiste plek in zijn leven te plaatsen. Simone Martini werd in 1284 in Siena geboren. Zijn eerste gesigneerde werk is het Maestà fresco in het Palazzo Pubblico in Siena. Dit werk dateert uit 1316. Simone Martini moet in 1315 dus al een gewaardeerde kunstenaar zijn geweest om in 1316 de opdracht voor de Maestà schildering te kunnen krijgen.
Simone Martini leefde een tijd in de stad Assisi. Hij maakte daar een van zijn grootste fresco’s voor de kapel van Martinus van Tours in de San Francesco. Op de fresco’s stonden scènes uit het leven van St. Martinus. In 1339 kreeg hij een verzoek van paus Benedictus XII. Hij ging naar Avignon, waar hij fresco’s maakte voor het Palais des Papes en de kathedraal. Tussen zijn werken zijn een Johannes de Doper (National Gallery of Art, Washington, D.C.) en de Annunciatie (1333, Galleria degli Uffizi, Florence). Aan het hof van de paus in Avignon ontmoette hij in 1340 de dichter en humanist Petrarca, die vol lof was over zijn werk. Petrarca eerde hem bovendien in twee sonnetten. Simone Martini zou voor Petrarca een portret hebben geschilderd van zijn muze Laura. Simone Martini stierf in dienst van het pauselijk hof in 1344 in Avignon. Na zijn dood zou, volgens de biografie in Giorgio Vasari Levens, zijn zwager Lippo Memmi een gedeelte van zijn werken hebben voltooid.

## Schilderstijl
Simone Martini was een Italiaanse schilder uit Siena die erg origineel en invloedrijk was in de Sienese kunstwereld. Na bestudering van zijn schilderijen blijkt dat Simone Martini in veel van zijn werken elementen van werken van Duccio, Giotto en Franse kunst heeft gebruikt. Simone Martini gebruikte veel technieken voor dieptewerking die ontwikkeld waren door de Sienese schilder Duccio di Buoninsegna, de belangrijkste schilder in Siena van zijn tijd. Men denkt dat Simone Martini een leerling van Duccio was, omdat zijn werk duidelijk door hem geïnspireerd was. Daarnaast haalde hij inspiratie uit werken van beeldhouwers als Giovanni Pisano.
Simone Martini gebruikte een fijne contourlijn, vriendelijke expressies en een heldere uitstraling. Simone Martini's werk kan worden geplaatst in de periode van de vroege renaissance, na de eerste innovaties van Giotto. Simone Martini heeft enkele veranderingen toegevoegd aan de devotiepaneel-schilderkunst. Hij was een belangrijke persoon in de ontwikkeling van de vroege Italiaanse schilderkunst en beïnvloedde de ontwikkeling van de Internationale Gotische stijl zeer. De stijl van Simone Martini was erg verschillend met de gematigdheid en het monumentale van Florentijnse kunst, en wordt getypeerd door zijn zachte, gestileerde, decoratieve eigenschappen, kromming van lijn, en hoofse elegantie. Het meeste van zijn werk is religieus. Aan hem wordt echter ook een van de eerste niet-religieuze werken toegeschreven, een portret van een Siënese generaal te paard (1328-1330).

## Werken

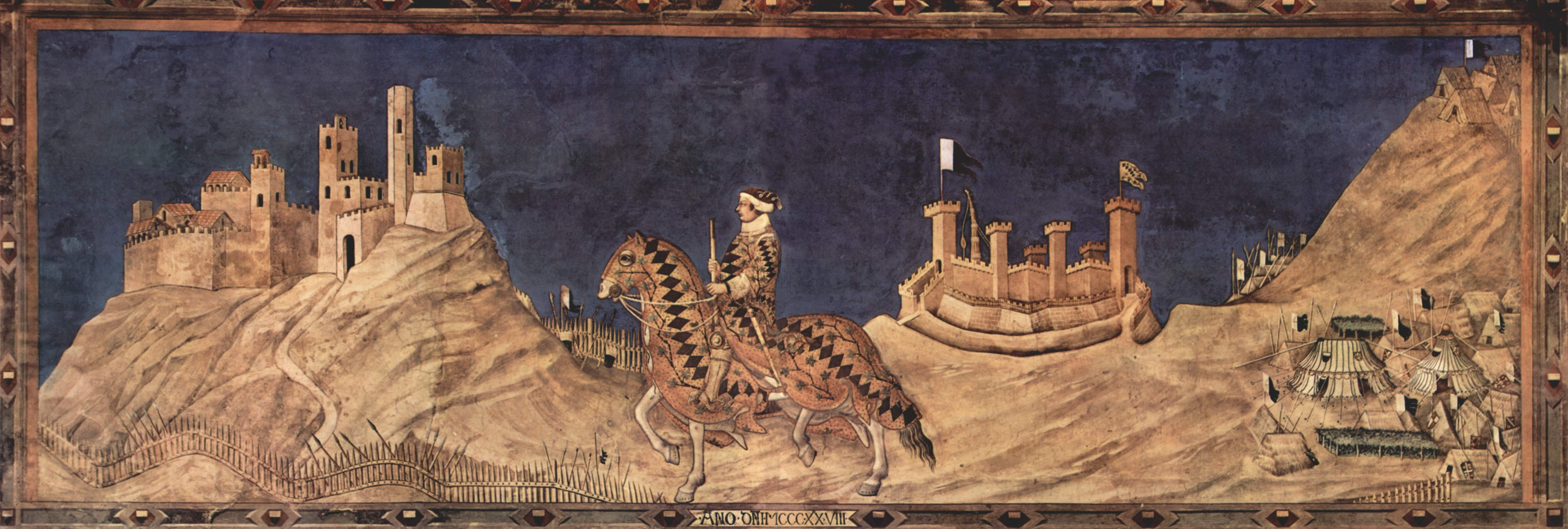
Guidoriccio da Fogliano in het Palazzo Pubblico in Siena

Simone Martini is bekend geworden door zijn altaarstukken en andere religieuze schilderingen. Onder zijn eerste werken is de Maestà van 1315 in het Palazzo Pubblico in Siena. Een exemplaar van het werk, dat kort daarna opnieuw door Lippo Memmi in San Gimignano werd uitgevoerd, laat de invloed van Simone Martini op andere kunstenaars zien tijdens de 14e eeuw.

## Musea
De schilderijen van Simone Martini zijn te zien in diverse musea, onder andere in:
- Hermitage in Sint-Petersburg
- J. Paul Getty Museum in Los Angeles
- Louvre in Parijs
- Uffizi in Florence
- Museo nazionale di San Matteo in Pisa

## Werken
- De heilige Lodewijk van Toulouse kroont Robert van Anjou, circa 1317
- Sint Lucas, 1330
- Orsinipolyptiek, 1333-1337
- De Madonna uit een Annunciatie, 1340-1344